# Polyporivora hunteri
Polyporivora hunteri är en tvåvingeart som först beskrevs av Kessel 1959.  Polyporivora hunteri ingår i släktet Polyporivora och familjen svampflugor.
Artens utbredningsområde är British Columbia. Inga underarter finns listade i Catalogue of Life.